# Sjövägen

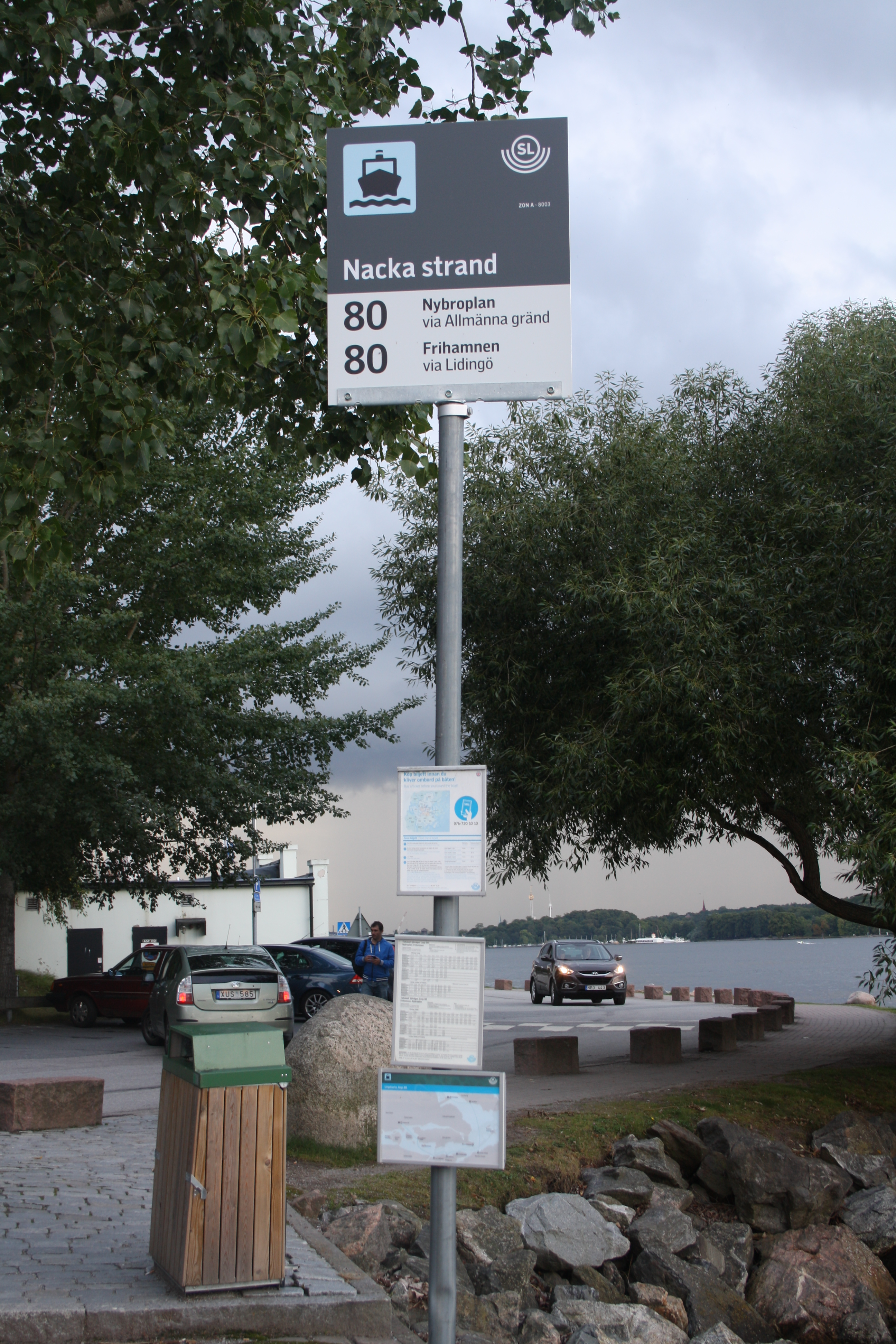
Sjövägen-Haltestelle Nacka Strand

Sjövägen, seit 2020 nur noch Linie 80 genannt, ist eine im inneren Stockholmer Schärengarten verkehrende Personenfährlinie. Die Schiffe verkehren mit mehreren Zwischenstationen ursprünglich zwischen den Anlegestellen Nybroplan im Stadtzentrum und Dalénum auf der Insel Lidingö, montags bis freitags darüber hinaus bis Frihamnen, seit 2020 an allen Tagen bis Ropsten. Sjövägen begann als Pilotprojekt im Herbst 2010 und wird seit April 2013 als Teil des öffentlichen Nahverkehrs von der Reederei Ballerina im Auftrag von Storstockholms Lokaltrafik (SL) betrieben. Auf der gesamten Strecke gelten alle SL-Fahrausweise, an Bord werden jedoch keine Fahrkarten verkauft.

## Bedeutung
Für die Bewohner der zur Gemeinde Nacka gehörenden Ortsteile Nacka Strand und Kvarnholmen, in denen seit Ende der 1990er Jahre zahlreiche Neubauwohnungen erstellt worden sind, stellt Sjövägen eine schnelle und komfortable Verkehrsverbindung in die Stockholmer Innenstadt dar. Die Fährlinie wird aber insbesondere an Wochenenden auch gerne von Touristen und Ausflüglern genutzt.

## Geschichte
Nachdem die Immobiliengesellschaft Vasakronan bereits seit einigen Jahren für ihre Mieter an Werktagen einen Bootspendeldienst zwischen den Inseln Kvarnholm und Lidingö und zum Anleger Nybroplan im Stadtzentrum Stockholms eingerichtet hatte, wurde dieser im Rahmen eines Pilotprojekts im Herbst 2010 in das Tarifsystem der Stockholmer Nahverkehrsgesellschaft Storstockholms Lokaltrafik integriert und deutlich ausgeweitet. Bereits nach rund der Hälfte der viermonatigen Laufzeit des Pilotprojekts waren die Fahrgastzahlen um 60 Prozent angestiegen, weshalb das Projekt bis August 2011 verlängert wurde. Nach weiteren Verlängerungen, während derer eine öffentliche Ausschreibung stattfand, wurde Sjövägen schließlich am 6. Mai 2013 offiziell als reguläres Nahverkehrsangebot eingeweiht.

### Erweiterung ab 2020
Zum 1. Januar 2020 wurde Sjövägen über Frihamnen hinaus bis Ropsten verlängert. In Ropsten besteht Anschluss an die rote U-Bahn-Linie sowie an die Lidingöbana. Darüber hinaus werden nun einzelne Fahrten über Ropsten hinaus zur Insel Tranholmen verlängert und ersetzen damit die bisher nur im Sommer ab Ropsten verkehrende Fährlinie 81.

## Betrieb
Sjövägen verkehrt seit Beginn des Pilotprojekts ganzjährig an allen Wochentagen. An mehreren Haltestellen bestehen Übergangsmöglichkeiten zu anderen Nahverkehrsmitteln. Ursprünglich wurde an Samstagen, Sonn- und allgemeinen Feiertagen die Endhaltestelle Frihamnen nicht angefahren, die Touren endeten an der Haltestelle Lidingö/Dalénum. Betriebsbeginn war an Werktagen außer samstags um ca. 6 Uhr, sonst um ca. 8:30 Uhr. Betriebsschluss werktags außer samstags gegen 21:30 Uhr, sonst gegen 20 Uhr.
Seit Anfang 2020 ist an Werktagen bereits um ca. 5:30 Uhr Betriebsbeginn, an Wochenenden um 7 Uhr. Das letzte Schiff ab Nybroplan verkehrt nun an allen Tagen um 23 Uhr.

## Schiffe

### Ballerina

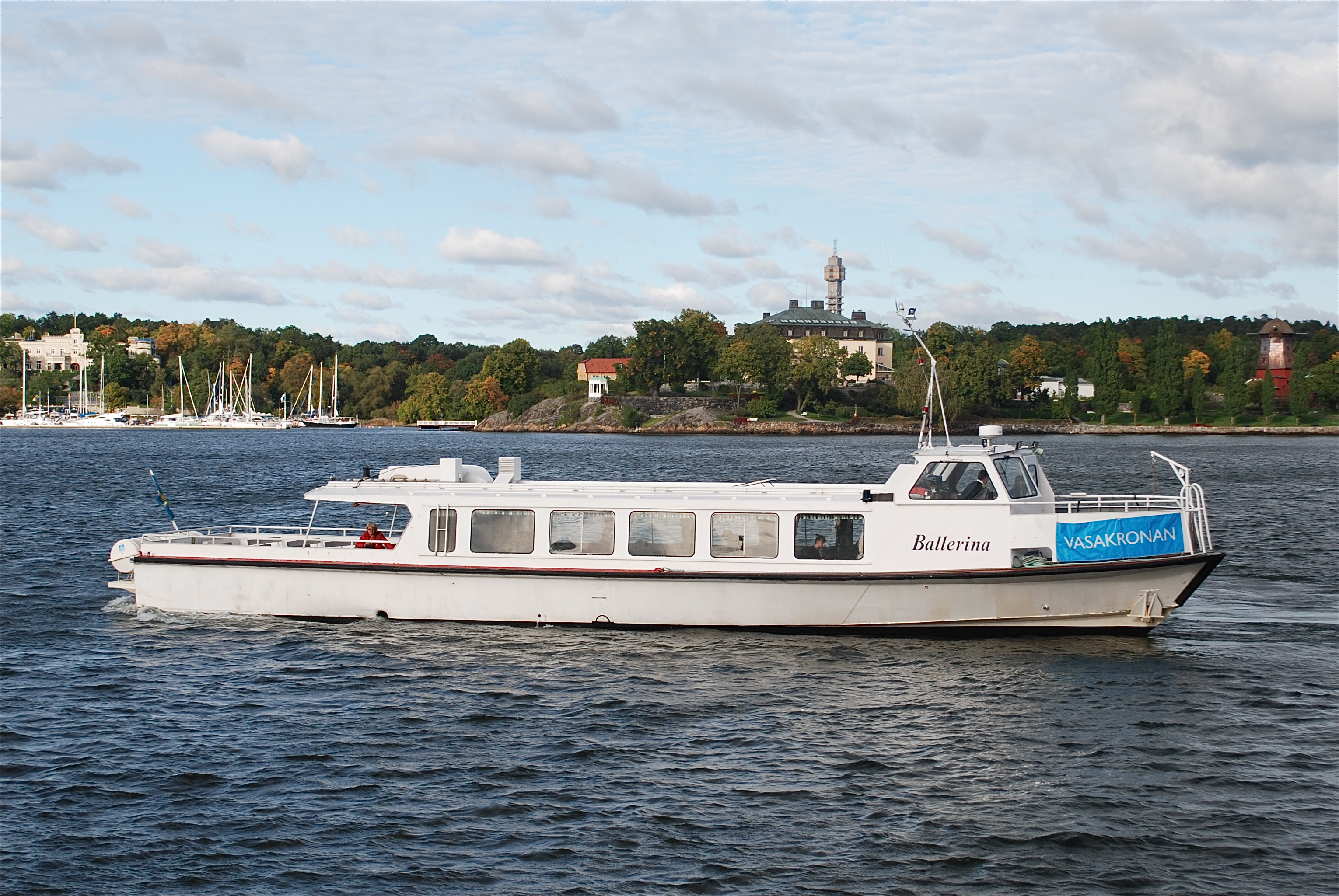
Ballerina

Während des privaten Betriebs durch Vasakronan ab 1999 wurde überwiegend die 1973 erbaute Ballerina eingesetzt. Das 4,65 m breite und ursprünglich 19,11 m lange Schiff wurde 2004 auf 22,34 m verlängert und kann seitdem bis zu 120 Passagiere transportieren. 2013 wurde sie nochmals durch Umbau des Vorschiffs auf 23,64 m verlängert. Ballerina hat einen Tiefgang von 1,43 m und erreicht eine Höchstgeschwindigkeit von 22 kn. Seit 2014 fährt sie auf der Strecke Ropsten–Storholmen–Tranholmen und nur noch gelegentlich auf Sjövägen.

### Gurli

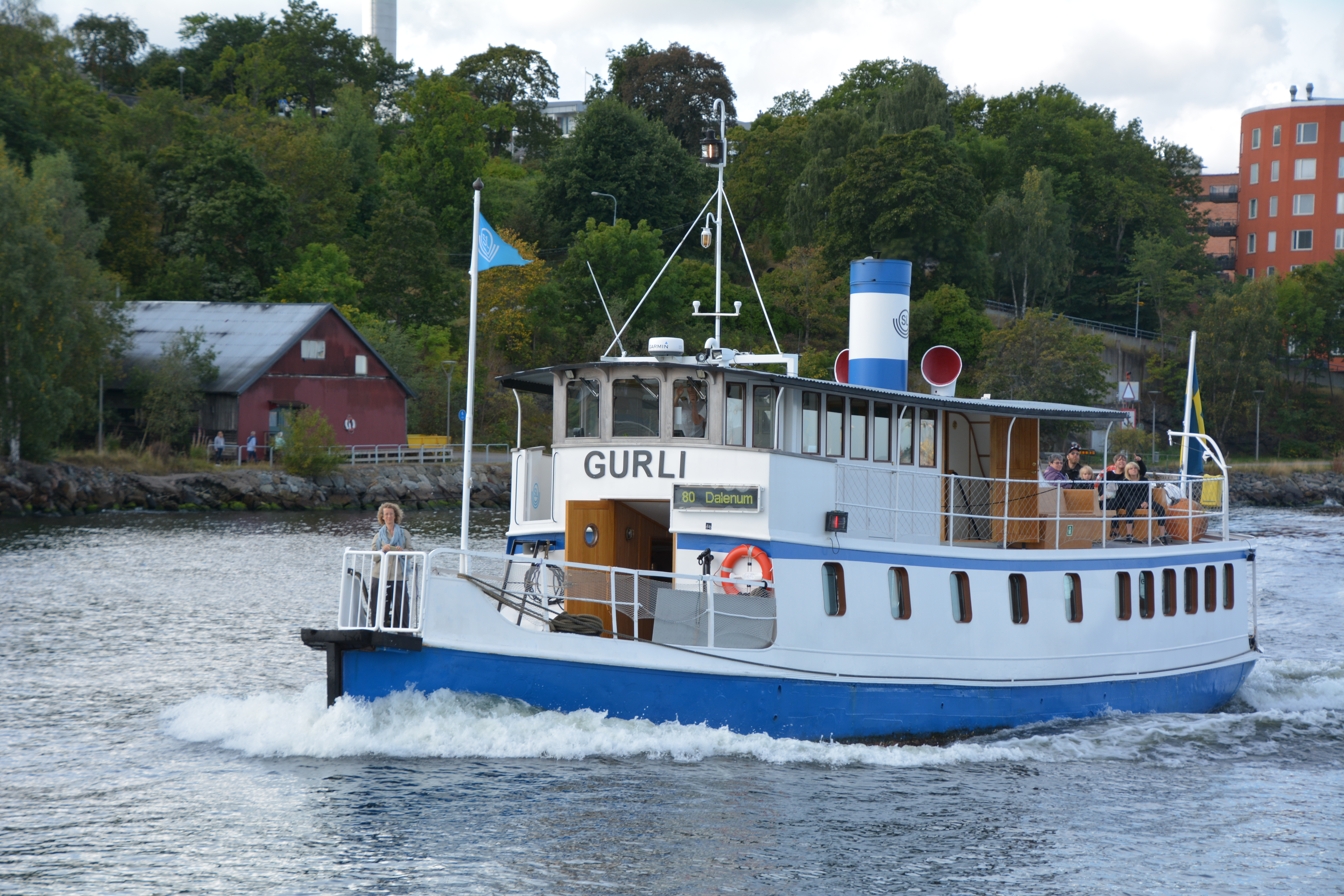
Gurli

Die heutige Gurli war das älteste auf Sjövägen verkehrende Schiff. Sie wurde bereits 1871 als Dampfschiff erbaut und zunächst auf den Namen Nya Åkers Kanal getauft. Nach mehreren Namensänderungen erhielt sie 1897 den Namen Gurli. 1964 wurde sie auf Dieselbetrieb umgerüstet. Gurli verkehrte zwischen 2012 und 2020 auf dem Sjövägen. Sie ist im heutigen Zustand 20,46 m lang, 4,50 m breit, hat einen Tiefgang von 1,85 m, erreicht eine Höchstgeschwindigkeit von 12 kn und kann bis zu 98 Passagiere transportieren.

### Hättan

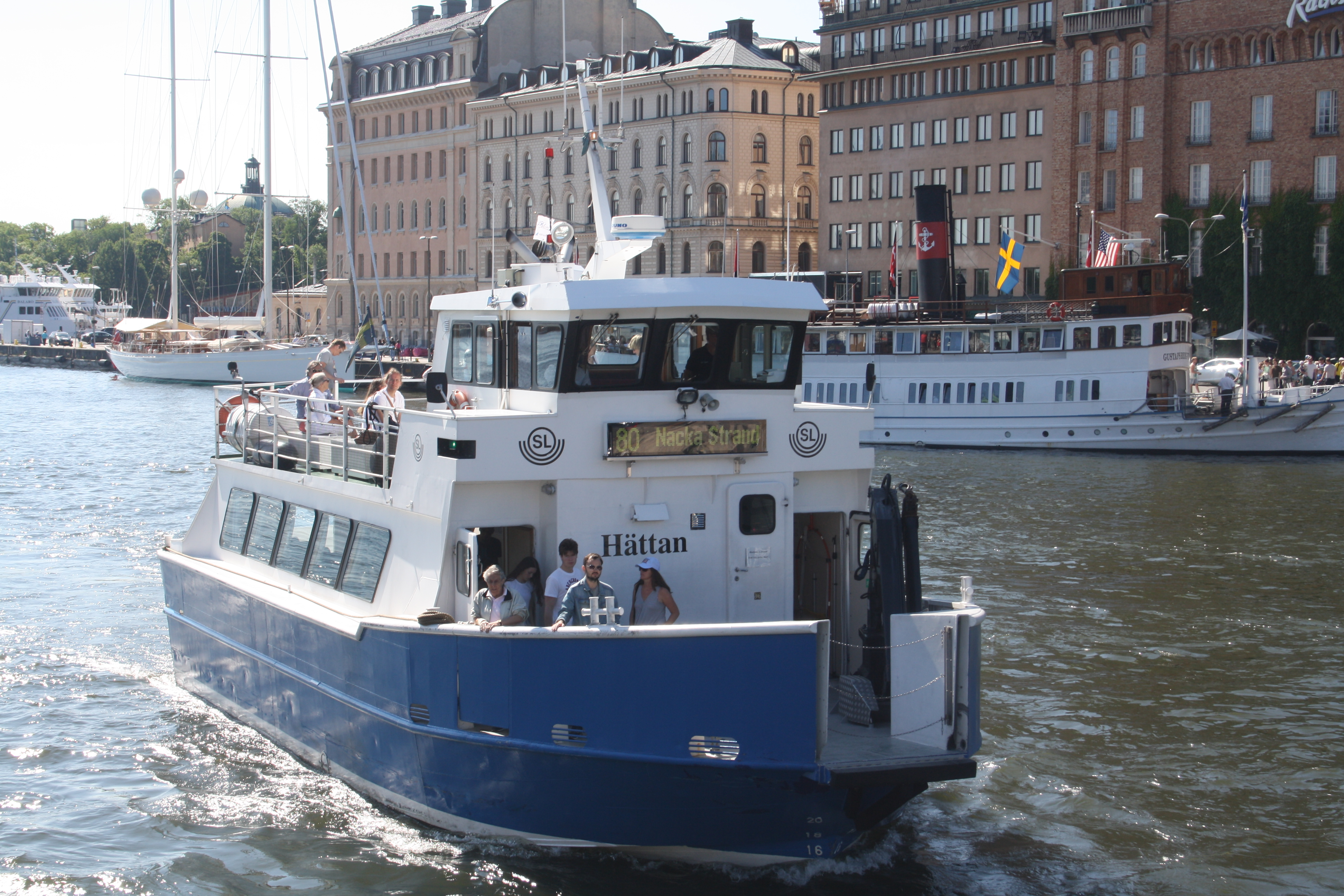
Hättan

Hättan wurde 1984 erbaut und verkehrt seit 2014 als Ersatz für Ballerina auf dem Sjövägen. Mit 16,37 m Länge und 5,32 m Breite ist sie das kürzeste, aber zugleich breiteste Schiff auf dem Sjövägen. Ihre Höchstgeschwindigkeit beträgt 12 kn, die Transportkapazität 99 Passagiere.

### Kung Ring

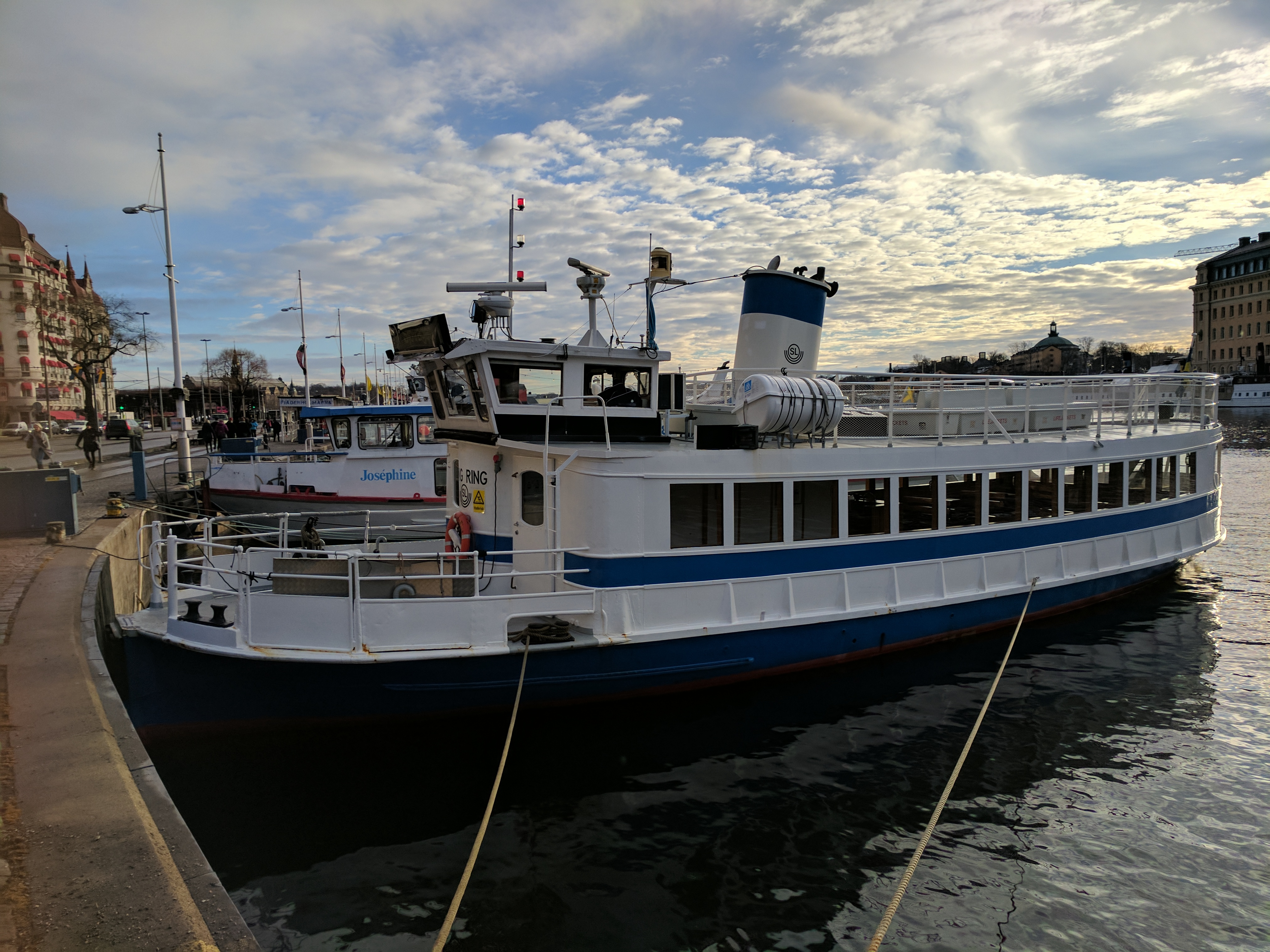
Kung Ring

Kung Ring ist wie Gurli ein ehemaliges Dampfschiff und das zweitälteste auf Sjövägen verkehrende Schiff. Sie wurde 1902 erbaut und 1952 auf Dieselbetrieb umgerüstet. Kung Ring wurde 2013 von der Ballerina Reederei erworben. Sie ist im heutigen Zustand 20,14 m lang, 5,01 m breit, hat einen Tiefgang von 2,50 m, erreicht eine Höchstgeschwindigkeit von 10,5 kn und befördert bis zu 125 Passagiere.

### Sjövägen

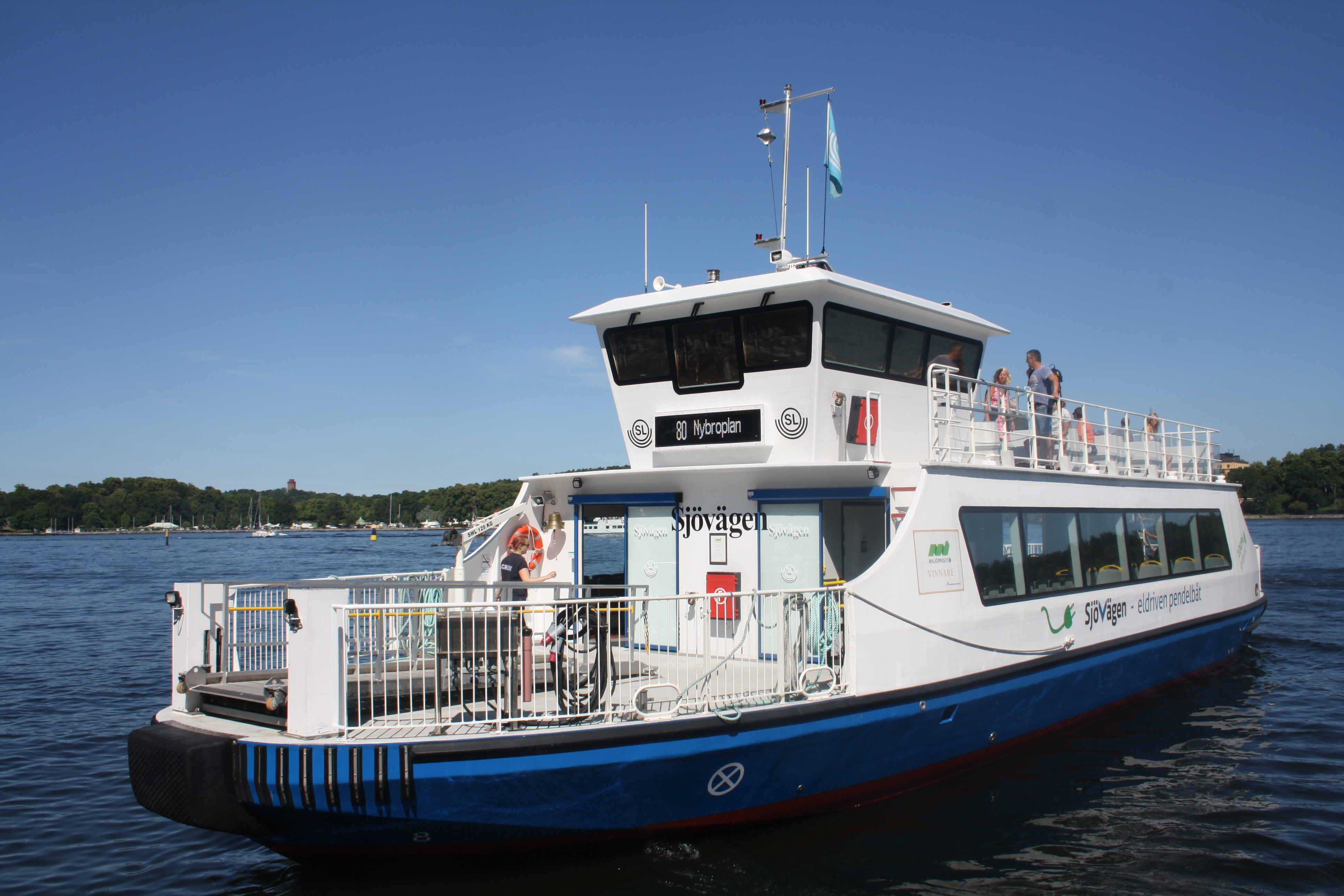
Sjövägen

Sjövägen wurde eigens für den Betrieb auf dem Sjövägen gebaut und 2014 in Dienst gestellt. Sie ist das erste batterieelektrisch angetriebene Personenfährschiff im Liniendienst von Stockholms Lokaltrafik. Ihre beiden Elektromotoren mit einer Leistung von je 125 kW werden aus Lithium-Ionen-Akkumulatoren mit einer Kapazität von 500 kWh gespeist. Die Kapazität reicht ohne Nachladung für etwa fünf Stunden Fahrt. Während des Aufenthaltes am Nybroplan wurde bei Bedarf nachgeladen, ansonsten erfolgte die Vollladung der Akkumulatoren während der nächtlichen Betriebsruhe.
Im Sommer 2020 wurde Sjövägen auf dieselelektrischen Betrieb umgerüstet. Es wurden Schornsteine installiert, so dass die ursprünglich lediglich für Notfälle gedachten Dieselgeneratoren im Dauerbetrieb laufen können.

### Maria, Sofia und Clara
Um den erheblich ausgeweiteten Betrieb ab 2020 zu bewältigen, wurden im Laufe des Jahres 2020 drei neue, baugleiche Schiffe unter den Namen Maria, Sofia und Clara in Dienst gestellt. Diese drei Schiffe sehen äußerlich der Elektrofähre Sjövägen sehr ähnlich, sind aber etwas länger und breiter und können mehr Passagiere aufnehmen. Sie besitzen einen dieselelektrischen Antrieb mit zwei Elektromotoren.

### Katarina
Katarina wurde 2014 von der gleichen Werft wie Sjövägen und die drei 2020 in Dienst gestellten Fähren gebaut und fuhr seit 2014 unter dem Namen Nordhavn in Kopenhagen. Im Herbst 2020 wurde sie von der Reederei Ballerina gekauft, auf Katarina umgetauft und ab 2021 auf der Linie 80 eingesetzt.